# Mésorégion du Jaguaribe
 (février 2025).
Si vous disposez d'ouvrages ou d'articles de référence ou si vous connaissez des sites web de qualité traitant du thème abordé ici, merci de compléter l'article en donnant les références utiles à sa vérifiabilité et en les liant à la section « Notes et références ».
La mésorégion du Jaguaribe est l'une des 7 mésorégions de l'État du Ceará, au Brésil. Elle regroupe 21 municipalités groupées en 4 microrégions.

## Données
La région compte 526 133 habitants pour 18 451 km2.

## Microrégions[1]
La mésorégion du Jaguaribe est subdivisée en 4 microrégions :
- Baixo Jaguaribe
- Littoral d'Aracati
- Médio Jaguaribe
- Serra do Pereiro